# Авон-ле-Рош
Авон-ле-Рош (фр. Avon-les-Roches) — муниципалитет (коммуна) во Франции, в регионе Центр, департамент Эндр и Луара (округ Шинон). Население 530 чел. (на 2006 г.).
Муниципалитет расположен на расстоянии около 240 км на юго-запад от Парижа, 140 км на юго-запад от Орлеана, 32 км на юго-запад от Тура.